# Bonhams
Bonhams es una empresa de subastas británica fundada en 1793, por lo que es una de las casas británicas de subastas de arte y antigüedades más antiguas. Fue fundada por Thomas Dodd, un comerciante de libros antiguos, y Walter Bonham, un especialista en libros. Actualmente, en marzo de 2019, es la novena mayor empresa de subastas, siendo Christie's la primera y Sotheby's la segunda. Tramita aproximadamente 700 operaciones al año. Tiene unos 700 empleados y su director actual desde marzo de 2019, es Robert Brooks.
Esta firma tiene salas de subastas en Knightsbridge, Londres, en New Bond Street, entre otras.
Opera en los Estados Unidos como Bonhams & Butterfields; y en Australia como Bonhams & Goodmans.
En 1999, como Bonhams no tenía departamento de automóvil, se fusionaron con Brooks, un especialista tasador.
En 2001, Bonhams adquirió y renombró las operaciones británicas del tasador Philips. El resto de esta compañía opera ahora como Phillips de Pury & Company, principalmente en los Estados Unidos.
En 2002, Bonhams adquirió la casa americana de subastas Butterfield & Butterfield y más recientemente opera en los Estados Unidos con el nombre de Bonhams & Butterfields.
En octubre de 2005, Bonhams obtuvo la independencia total tras comprar el 49.9% de su compañía, en posesión del conglomerado francés de bienes de lujo LVMH. Ahora es una compañía totalmente privada.
Junto con Christie's, Bonhams es accionista de Art Loss Register, con sede en Londres, una base de datos privada usada por la justicia y los profesionales a nivel mundial para perseguir y recuperar las obras de arte robadas.[cita requerida]

## Galería de imágenes

Ventas de París en 2012:
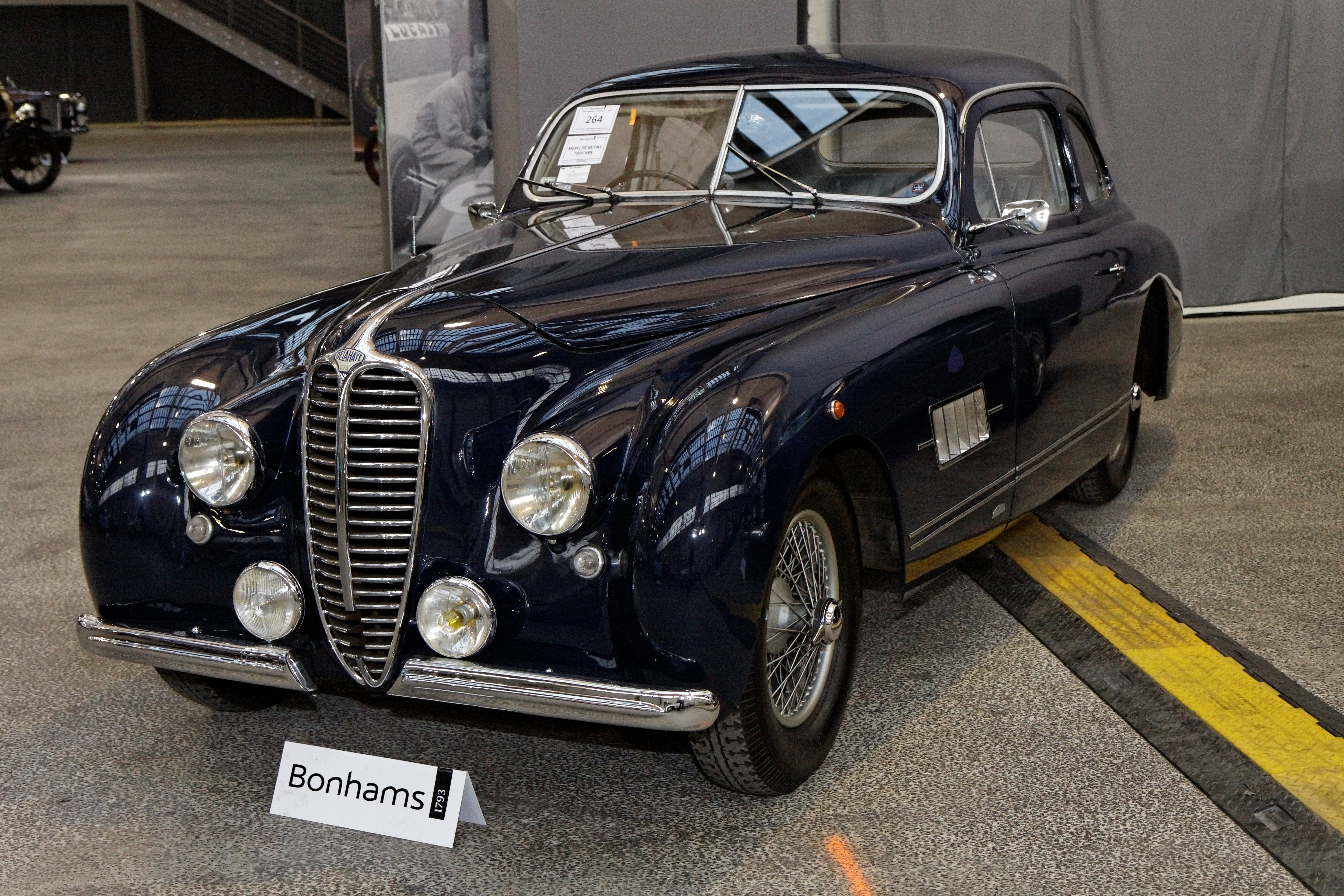
Delahaye 135M cupé de 1950.
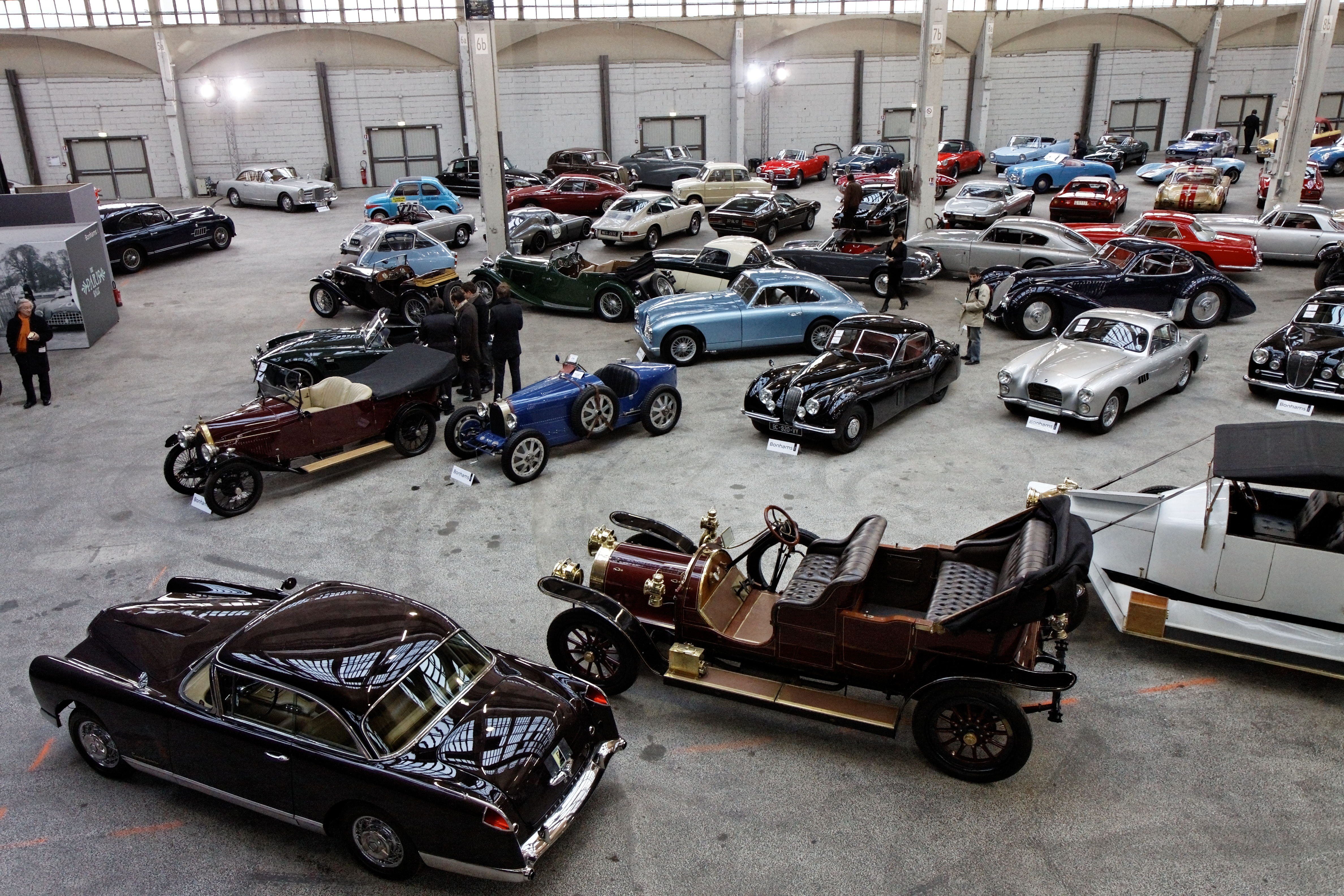
Varios modelos de coches.
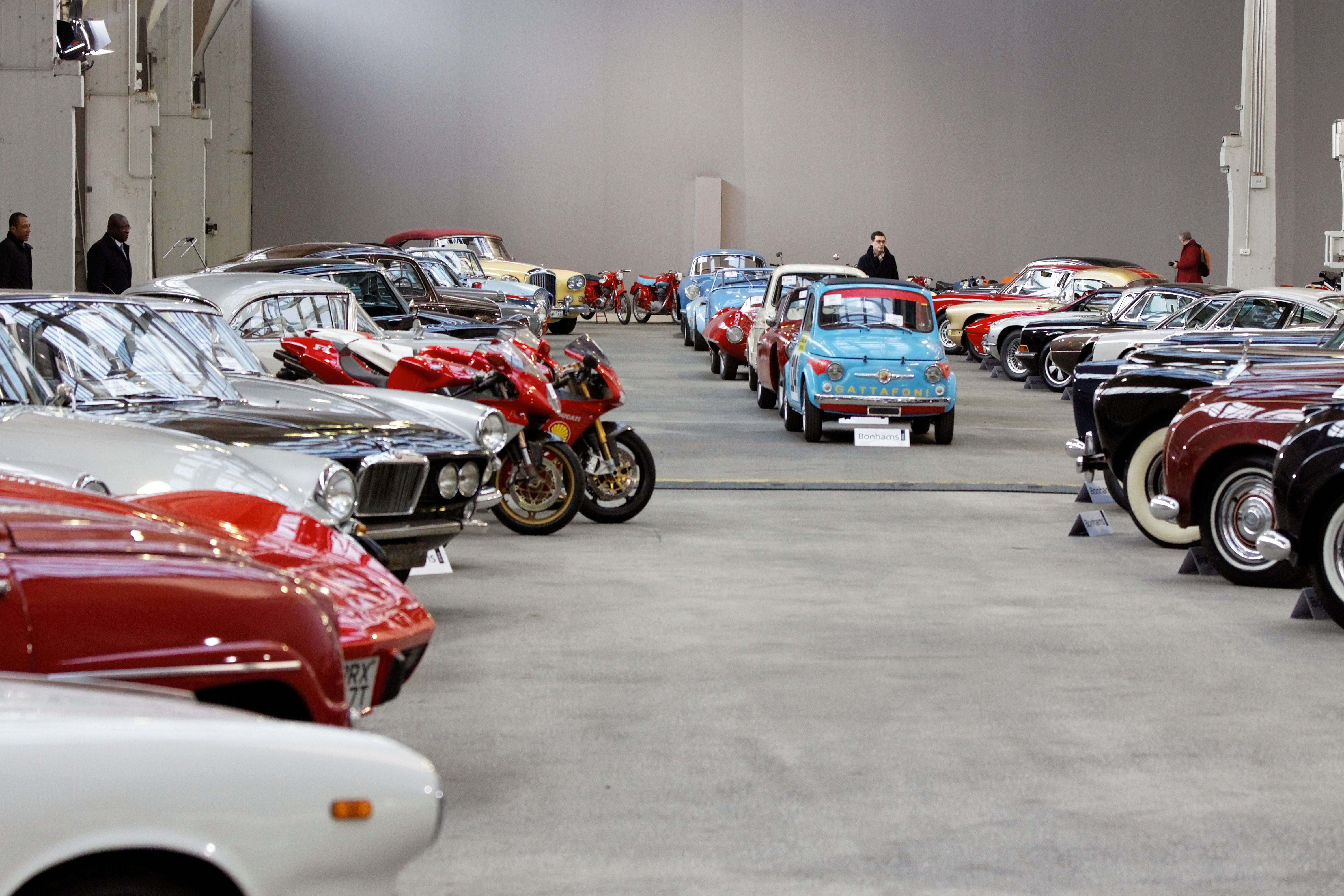
Un gran grupo de coches.